# Šubířov
Šubířov je obec v okrese Prostějov v Olomouckém kraji. Žije zde 268 obyvatel.

## Historie
První písemná zmínka o obci pochází z roku 1710, kdy majitel panství Jaroměřice u Jevíčka svobodný pán František Michal Šubíř z Chobyně uzavřel smlouvu s opatem premonstrátského kláštera Hradisko u Olomouce. Předmětem této smlouvy byly dodávky dřeva pro hutě na zpracování železné rudy stojící u nedaleké obce Dzbel a patřící klášteru. Pan Šubíř proto začal kácet v hornaté, lesy zarostlé části svého panství a na vzniklé pasece založil novou ves, která později dostala jeho jméno. Prvními osadníky byli nejchudší obyvatelé Jaroměřic, kteří zároveň získali práci při kácení a svážení dřeva. O něco později vznikla i menší osada Chobyně. Škola stála ve vesnici již před rokem 1785.

## Přírodní poměry
Západně od obce pramení Šubířovský potok, východně od ní se rozkládá rybník Slámova louže, ze kterého vytéká potok ústící do Nectavy. Ta pramení v lesích severovýchodně od obce.

## Obyvatelstvo

### Struktura
Vývoj počtu obyvatel za celou obec i za jeho jednotlivé části uvádí tabulka níže, ve které se zobrazuje i příslušnost jednotlivých částí k obci či následné odtržení.
| Místní části   | Místní části | 1869 | 1880 | 1890 | 1900 | 1910 | 1921 | 1930 | 1950 | 1961 | 1970 | 1980 | 1991 | 2001 | 2011 | 2021 |
| -------------- | ------------ | ---- | ---- | ---- | ---- | ---- | ---- | ---- | ---- | ---- | ---- | ---- | ---- | ---- | ---- | ---- |
| Počet obyvatel | část Šubířov | 911  | 833  | 851  | 877  | 858  | 783  | 730  | 486  | 542  | 469  | 374  | 296  | 273  | 231  | 244  |
| Počet domů     | část Šubířov | 136  | 143  | 157  | 148  | 155  | 148  | 153  | 164  | 146  | 143  | 131  | 157  | 160  | 161  | 161  |

## Obecní správa

### Části obce
Obec Šubířov má dvě části obce:
- Chobyně
- Šubířov

### Obecní symboly
Znak a vlajka byly obci uděleny rozhodnutím předsedy Poslanecké sněmovny Parlamentu České republiky dne 15. dubna 2010.

## Pamětihodnosti
- Kostel Panny Marie Sedmibolestné

## Rodáci
- Jaroslav Pinkava (1922–1999), historik a spisovatel

## Galerie

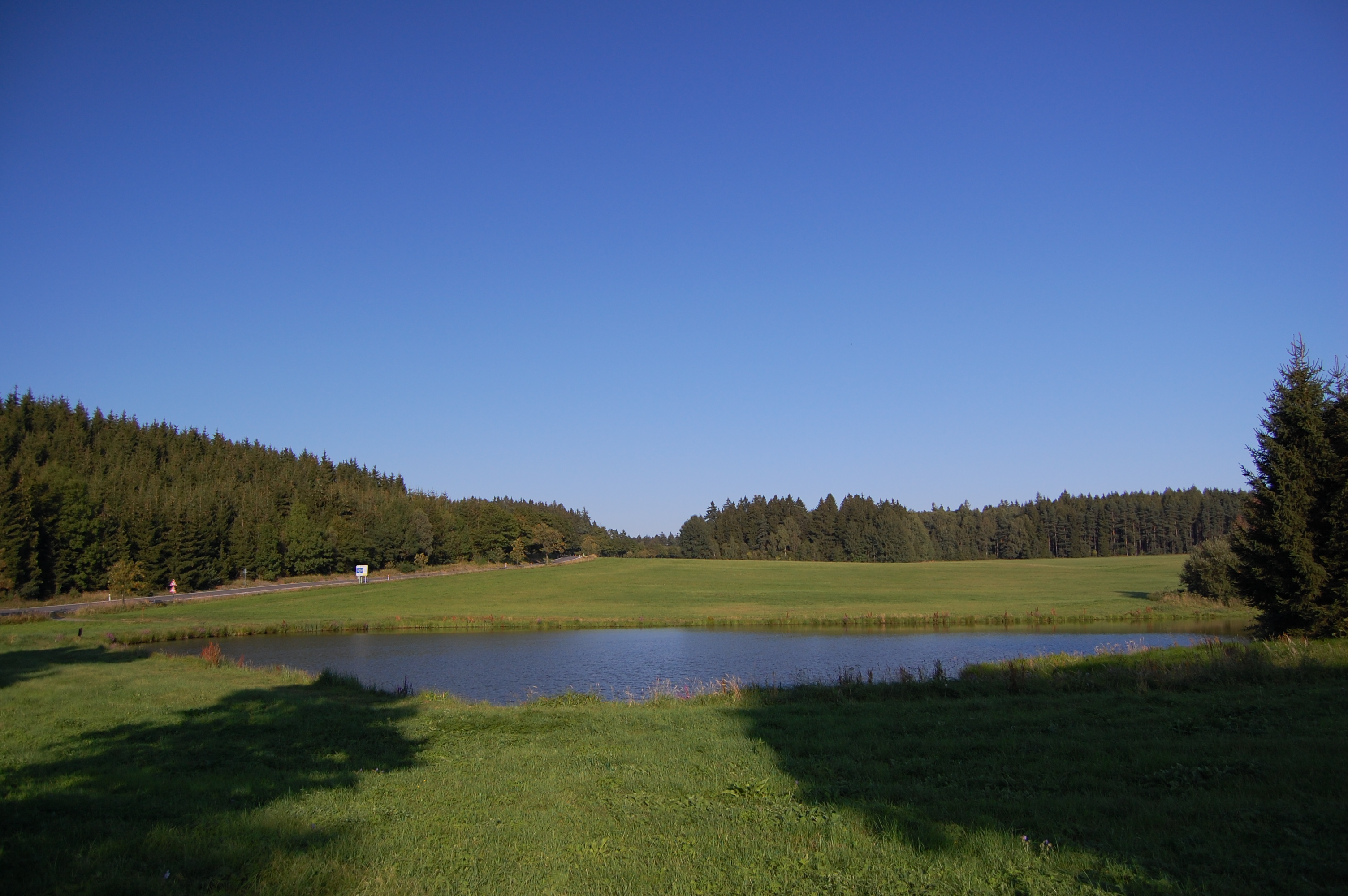
Rybník Slámova louže
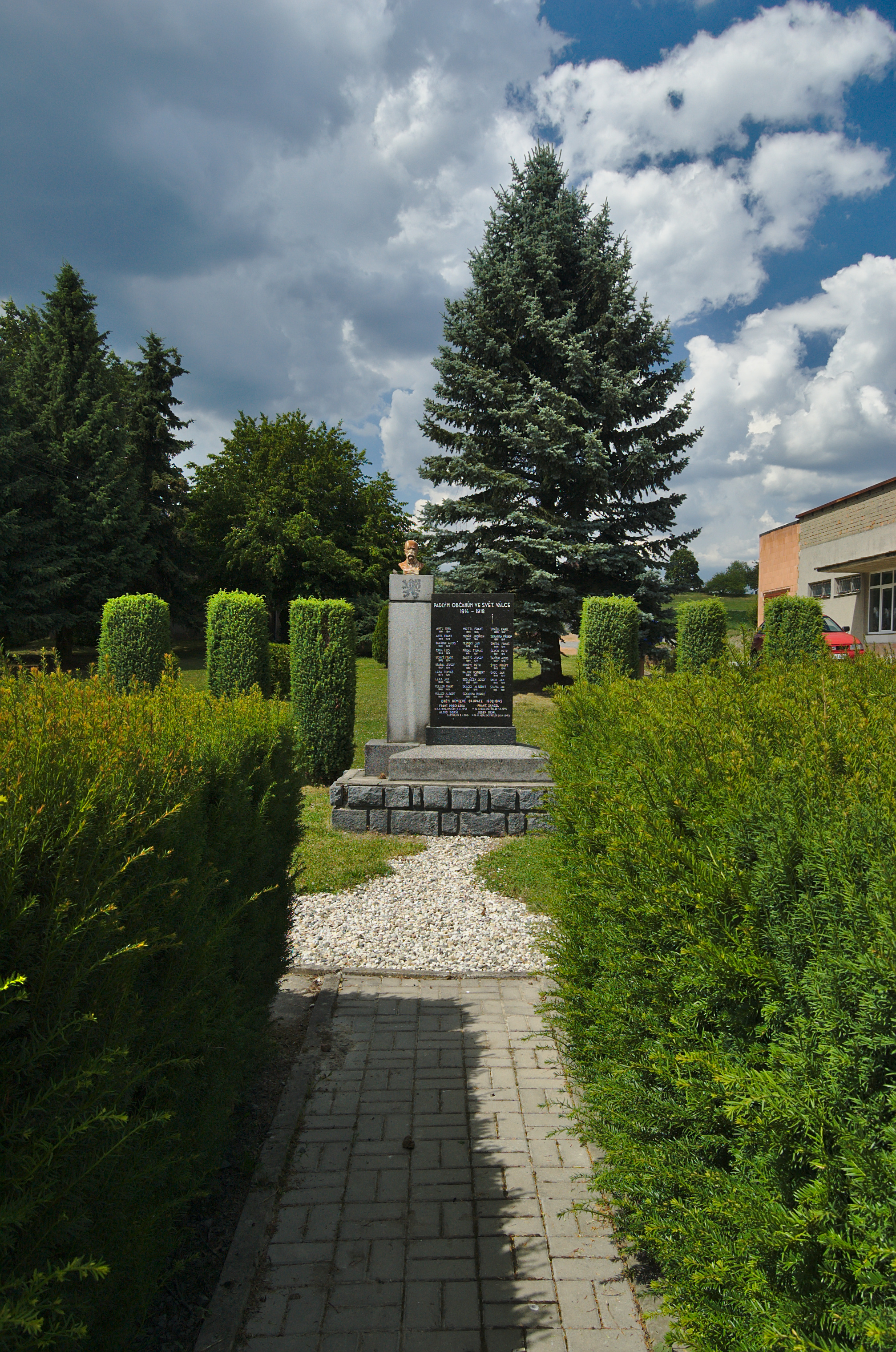
Památník obětem světových válek
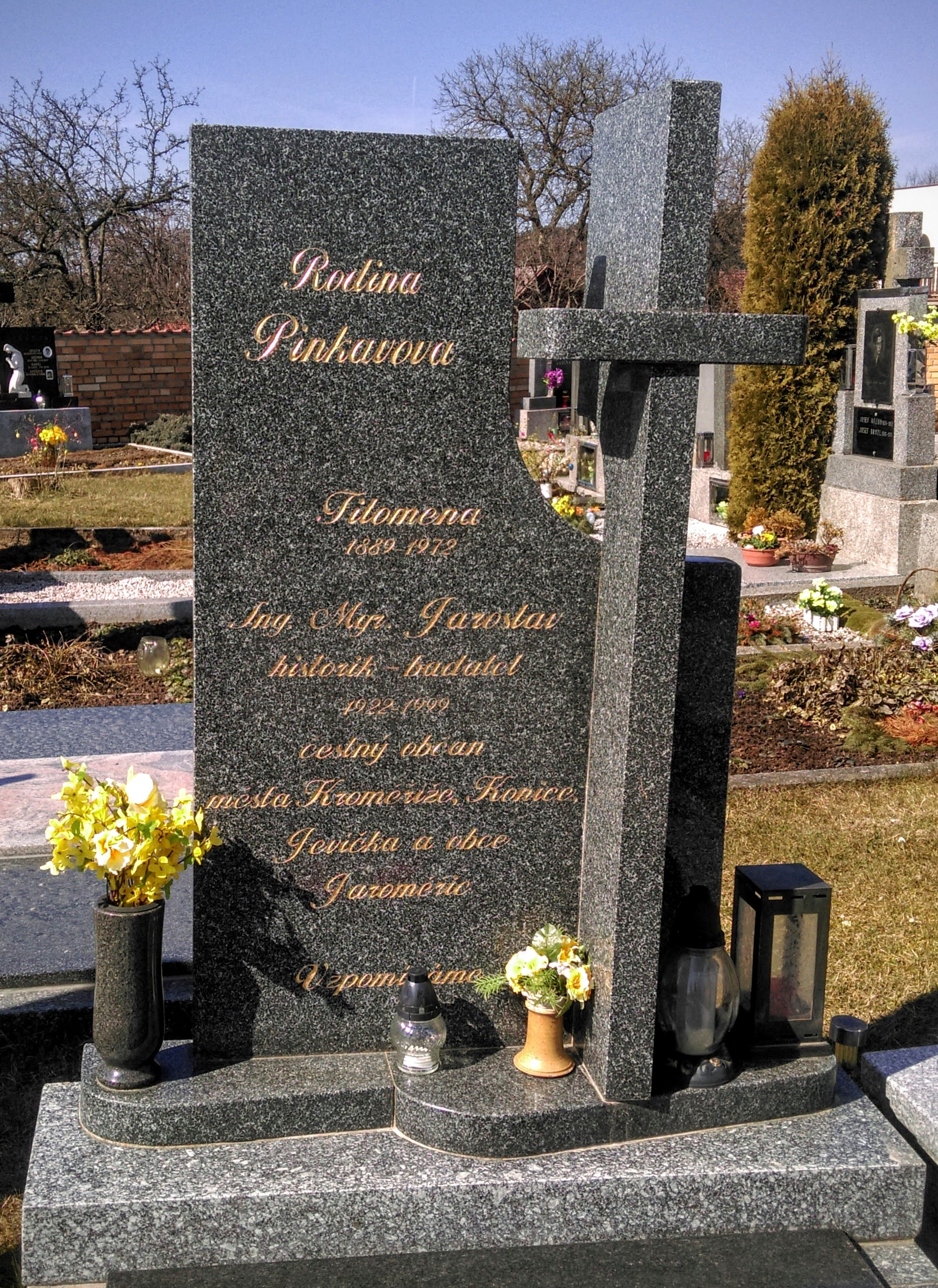
Hrob Jaroslava Pinkavy